# جي-جي أوكوتشا
أوغستين أزوكا «جي-جي» أوكوتشا (بالإنجليزية: Augustine Azuka Okocha)‏، من مواليد 14 أغسطس 1973 في إنوغو في نيجيريا، لاعب كرة قدم نيجيري.
بدأ أوكوتشا مسيرته الكروية مع نادي أنتراخت فرانكفورت في عام 1992، وقد لعب معهم حتى عام 1996، وشارك في تلك الفترة في 90 مباراة وسجل 16 هدف، وفي عام 1996 انتقل إلى نادي فنربغشة التركي، ولعب معهم حتى عام 1998، وقد شارك في 63 مباراة وسجل 30 هدف، وفي عام 1998 انتقل إلى نادي باريس سان جرمان، وقد لعب معهم حتى عام 2002، وقد شارك في تلك الفترة في 84 مباراة وسجل 12 هدف، وفي عام 2002 انتقل إلى نادي بولتون واندرز الإنجليزي، ولعب معهم حتى عام 2006، وقد لعب في تلك الفترة في 145 مباراة وسجل 18 هدف، ولقد اعتزل لعب كرة القدم دوليا بعد خروج منتخب بلاده من نهائيات كأس الأمم الأفريقية بخسارته أمام ساحل العاج عام 2006.
و قد بدأ بالمشاركة مع منتخب نيجيريا لكرة القدم منذ عام 1993 وحتى عام 2006، وقد لعب في تلك الفترة في 74 مباراة دولية وسجل 15 هدف، وقد شارك في كأس العالم لكرة القدم 1994 وكأس العالم لكرة القدم 1998 وكأس العالم لكرة القدم 2002. وقد اعتنق الإسلام في مطلع عام 2019.

## مسيرته الكروية
لعب جي-جي أوكوتشا خلال مسيرته الاحترافية مع 8 أندية في تسعة عشر موسمًا وسجل خلالها 87 هدفًا ضمن 440 مباراة. ولم يفز بأي موسم بالكأس أو بالدوري.
خاض جي-جي أوكوتشا مسيرته مع نادي إينوغو رينجرز في عامي 1990-1992 ولمدة موسمين، لم يشارك في أي مباراة ولم يسجل أي هدف. ثم انتقل إلى نادي بوروسيا نوينكيرشن في موسم 1991–92 لمدة موسم واحد، حيث شارك في 35 مباراة سجل خلالها 7 أهداف. لينتقل بعدها إلى نادي آينتراخت فرانكفورت في موسم 1992–93 ليلعب معه أربعة مواسم، مشاركًا في 90 مباراة سجل خلالها 18 هدفًا. ثم انتقل إلى نادي فنربخشة في موسم 1996–97 ولمدة موسمين، مشاركًا في 63 مباراة سجل خلالها 30 هدف. هذا وانتقل لاحقًا إلى نادي باريس سان جيرمان في موسم 1998–99 ليلعب معه أربعة مواسم، مشاركًا في 84 مباراة سجل خلالها 12 هدفًا. ثم انتقل بعدها إلى نادي بولتون واندررز في موسم 2002–03 ليلعب معه أربعة مواسم، مشاركًا في 124 مباراة سجل خلالها 14 هدفًا. ليعود وينتقل من جديد، لكن هذه المرة إلى نادي قطر في موسم 2006–07 لمدة موسم واحد، مشاركًا في 26 مباراة سجل خلالها 6 أهداف. لينتقل بعدها إلى نادي هال سيتي في موسم 2007–08 لمدة موسم واحد، مشاركًا في 18 مباراة ولم يسجل أي هدف.

## روابط خارجية
- جي-جي أوكوتشا على موقع الاتحاد الدولي (مؤرشف)  (الإنجليزية)
- جي-جي أوكوتشا على موقع اتحاد تركيا (لاعب) (الإنجليزية)
- جي-جي أوكوتشا على موقع قاعدة بيانات كرة القدم.إي يو (الإنجليزية)
- جي-جي أوكوتشا على موقع بيانات كرة القدم. دي إي (الألمانية)
- جي-جي أوكوتشا على موقع ليكيب (الفرنسية)
- جي-جي أوكوتشا على موقع ناشيونال فوتبول تيمز (الإنجليزية)
- جي-جي أوكوتشا على موقع Soccerbase.com (لاعب) (الإنجليزية)
- جي-جي أوكوتشا على موقع عالم كرة القدم.نت (الإنجليزية)
- جي-جي أوكوتشا على موقع أوليمبيديا (الإنجليزية)